# アディバ
アディバ（Adiva）は、1996年にNicola Pozioによって創業した、イタリアのオートバイメーカーブランドである。主に屋根付きスクーターの製造販売を行っている。
- 1994年 - Nicola Pozioがコンセプトモデルを発表。
- 1996年 - アディバ創業。ベネリ、ルノー・スポールとのOEM協定の下、世界市場へ進出
- 2000年 - ミラノモーターサイクルショーへ出展
- 2002年 - 生産拠点をイタリアから台湾に移設。
- 2004年 - 折りたたみ式の開閉式ルーフが特許取得
- 2006年 - アディバブランド生産開始
- 2008年 - 前2輪後1輪の三輪スクーターAD3を発表。

## 主力製品
- AD1 200
- AD2 400
- AD3 400
- AD3 300
- AR3 200

### 過去機種
- AD250
- AD200/125LE
- R125
- N125
- HYPER5
- AR125
- AR200
- ADtre
- AD TRIKE